# Gran Premi d'Adiguèsia
El Gran Premi d'Adiguèsia és una competició ciclista per etapes que es disputa a la regió d'Adiguèsia (Rússia). La primera edició data del 2010 i ja va formar part del calendari de l'UCI Europa Tour. El 2015 se'n disputà la darrera edició, sent Ilnur Zakarin l'únic ciclista que l'ha guanyat en dues ocasions.

## Palmarès
| Any  | Vencedor         | Segon            | Tercer              |
| ---- | ---------------- | ---------------- | ------------------- |
| 2010 | Vitali Popkov    | Oleksandr Xeidik | Valeri Valinin      |
| 2011 | Kiril Sinitsin   | Serguei Firsànov | Ievgueni Reshetko   |
| 2012 | Ilnur Zakarin    | Serguei Firsànov | Aleksandr Budaragin |
| 2013 | Andrí Khripta    | Vitali Popkov    | Ilnur Zakarin       |
| 2014 | Ilnur Zakarin    | Serguei Lagutin  | Serguei Firsànov    |
| 2015 | Serguei Firsànov | Serguei Nikolaev | Maxim Pokidov       |